# トレーブール
トレーブール （ドイツ語: Trebur、トレブールとも表記される）は、ドイツ連邦共和国ヘッセン州グロース＝ゲーラウ郡に属す町村（以下、本項では便宜上「町」と記述する）である。

## 地理

### 位置
トレーブールはライン＝マイン地方に位置し、ヘッシシェス・リートに属す。マインツ、ヴィースバーデン、フランクフルト・アム・マイン、ダルムシュタットへはいずれも20から30 kmの距離にある。

### 隣接する市町村
トレーブールは、北はギンスハイム＝グスタフスブルクおよびリュッセルスハイム・アム・マイン、東はナウハイムおよびグロース＝ゲーラウ、南はリートシュタット（以上、いずれもグロース＝ゲーラウ郡）、西はオッペンハイム、ニールシュタイン、ネッケンハイム、ボーデンハイム（以上、マインツ＝ビンゲン郡）と境を接している。

### 自治体の構成
トレーブールは、アストハイム、ガインスハイム、ヘッセナウエ、トレーブールの 4つの地区と、コルンザント地域からなり、3,500戸、約13,000人が住む。

## 歴史
トレーブールの村は、ルートヴィヒ敬虔王の 829年の文書に初めて記録されている。その後トレーブールは史料に以下の表記で記録されている: Triburen および Triburi fiscus（830年から850年のロルシュ・コデックス）、Triburias（874年および882年）、Triburium（1248年）、Dribure（1273年）、Trebure（1295年）Tribor（1433年）Tribber（1469年）Trebornn（1516年）、Trebber（1550年）、Trebur（1553年以降）。
9世紀以降、トレーブールには王の居館があった。これは広大な国庫管理区域を含む王領を起源とするもので、現在のアストハイム地区もこれに含まれていた。829年から1077年までの間に王の滞在が 57回、帝国会議が 1回あったことが確認されているが、これは帝国史にとって重要な意味を持つものであった。ハインリヒ4世は特にトレーブールと関わりの深い王であった。彼は、1053年にトレーブールで王に選ばれ、1066年にここで結婚した。教皇が仲裁に立っていた対立する諸侯を1076年にトレーブールでの諸侯会議に参加するよう強制した。このことが後に「カノッサの屈辱」につながった。
その後トレーブールは王領としての重要性を失った。これ以後この王宮を訪れた王は、対立王ルドルフ・フォン・ラインフェルト以外に誰もいない。トレーブールは 1248年に宮殿とともにカッツェネルンボーゲン伯に借金の担保に出された。この借金は返済されず、伯は 1422年にその高権を獲得した。1479年にトレーブールを含むカッツェネルンボーゲン伯の遺産はヘッセン方伯のものとなった。1527年、ハーナウ＝リヒテンベルク伯フィリップ3世はトレーブールにおける諸権利をプファルツ選帝侯ルートヴィヒ5世の持つアルトハイム村の半分と交換した。この村はハーナウ伯領のアムト・バーベンハウゼンに属していた。1599年にマインツの聖アルバン修道院（Saint Alban's Abbey, Mainz）は、その所領をヘッセン＝ダルムシュタット方伯ルートヴィヒ5世に売却したが、方伯はこれを 1601年にトレーブール村に転売している。1711年時点でのトレーブールの土地領主は、ドイツ騎士団、エーバーバッハ修道院およびマインツのいくつかの教会であった。1781年に聖クララ会女子修道院が廃止されたことに伴い、その所領がヘッセン＝カッセル方伯領となった。エーバーバッハ修道院は、1802年まで土地領主であり続けた。
ヘッセンの統治上、トレーブールはアストハイムおよびガインスハイムとともにアムト・ドルンベルクの一部であった。行政上、トレーブールは、1820年までアムト・ドルンベルクに属した。このアムトは1816年からはヘッセン大公国のプロヴィンツ・シュタルケンブルクに属した。1821年に大公国にラントラーツベツィルク制が導入され、トレーブールはラントラーツベツィルク・ドルンベルクの一部となった。1832年にさらに組織変更がなされ、クライス（郡）が設けられた。これによりトレーブールは、グロース＝ゲーラウ郡に組み込まれた。大公国のプロヴィンツ、郡、ラントラーツベツィルクは 1848年7月31日に廃止され、レギールングスベツィルクに改組されたが、1852年5月12日に元に戻された。この1848年から1852年までの間、トレーブールはレギールングスベツィルク・ダルムシュタットに属した。その後、今日に至るまでの行政改革のいずれにおいてもこの町の所属は変わっていない。
17世紀から18世紀にかけて、トレーブールは三十年戦争やペストの流行に加え、繰り返されるライン川の氾濫にも苦しめられた。遺領あるいは王位の継承戦争やそれに続くナポレオン戦争によっても住民は幾度も抑圧された。19世紀になっても社会的・経済的に苦難の時代が続き、1840年から1890年にかけて転出・移住の波が起きた。19世紀末になってやっとライン＝マイン地方の経済発展と新たな職場の創出がこの村に豊かさをもたらした。
しかし20世紀に入ると両世界大戦と国家社会主義がこうした上向きの兆しを再び無にした。戦争と圧政の不条理が第二次世界大戦末期のコルンザント事件に表れている。これは、1945年3月21日に「政治上望ましくない」住民 6名がコルンザントで暴行され、処刑された事件である。この事件は、パットン将軍がライン川右岸の橋頭堡を攻略する 2日前に起こった事件であった。
1945年から復興と何百人もの難民や被追放者の受け容れが始まった。この村はそれまでの田園的なキャラクターから近代的な労働者の住宅の町へと発展した。ライン＝マイン地方の辺縁部にあたるこの場所は、特に近くに位置するオペルの工場により、こうした発展形態に好適であった。
ヘッセン州の地域再編に伴い、トレーブールは1977年1月1日に法に従って、それまで独立した町村であったアストハイム、ガインスハイムおよびヘッセナウエとともに新しい自治体トレーブールを形成した。

### 人口推移
人口推移は以下の通り。
- 1629年: 158戸

## 行政

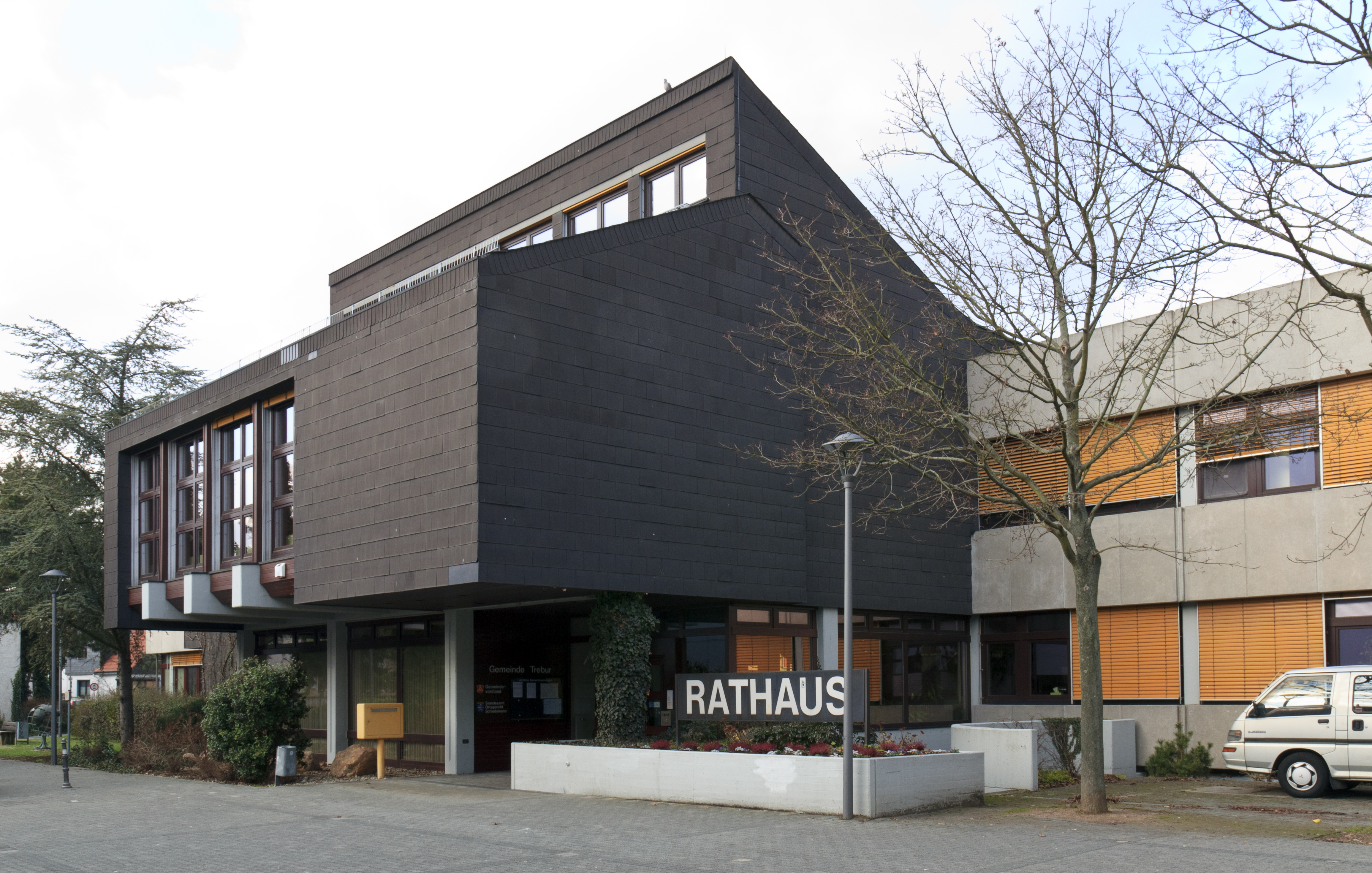
トレーブールの町役場

2019年1月27日から、ヨーヘン・エンゲル (Freie Wähler) がトレーブールの町長を務めている。

### 議会
トレーブールの町議会は、31議席からなる。CDUは、2011年の選挙で合併後初めて第1党となった。

### 姉妹自治体
- ヴェルヌイユ＝シュル＝アヴル（フランス、ウール県）1982年

## 経済と社会資本

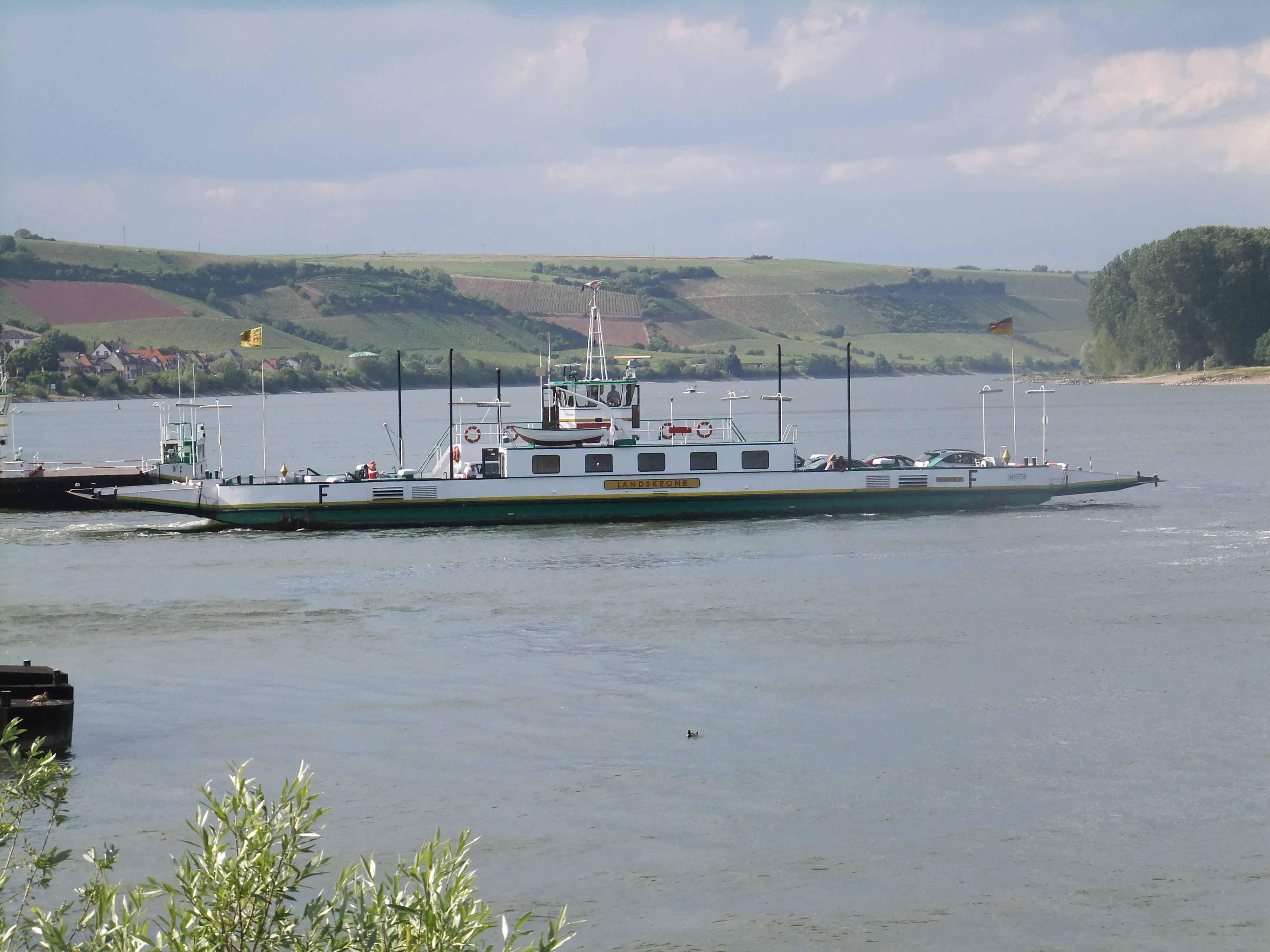
コルンザントと対岸のオッペンハイムとを結ぶライン川のフェリー（写真はオッペンハイム側）

トレーブールは、フランクフルト・アム・マイン都市圏に属しており、フランクフルト空港やリュッセルスハイム・アム・マインのオペルの工場にも近い。
2006年2月にトレーブールは原子力発電所の建設候補地として検討が行われた。

### 道路
ギンスハイムからナウハイムに至る州道 L3040号線が東西に、リュッセルスハイムからガインスハイムへ向かう州道 L3012号線が南北にトレーブール町内を走っている。後者はガインスハイムで州道 L3094号線に接続する。L3094号線は、グロース＝ゲーラウを起点とし、コルンザントのライン川フェリーを終点としている。日中運航しているこのライン川のフェリーは、左岸側はラインヘッセン地方オッペンハイム近郊で連邦道 B9号線および B420号線に接続している。

### 病院
トレーブールには病院がない。最寄りの病院は、隣町のグロース＝ゲーラウにある郡立病院である。

## 文化と見所

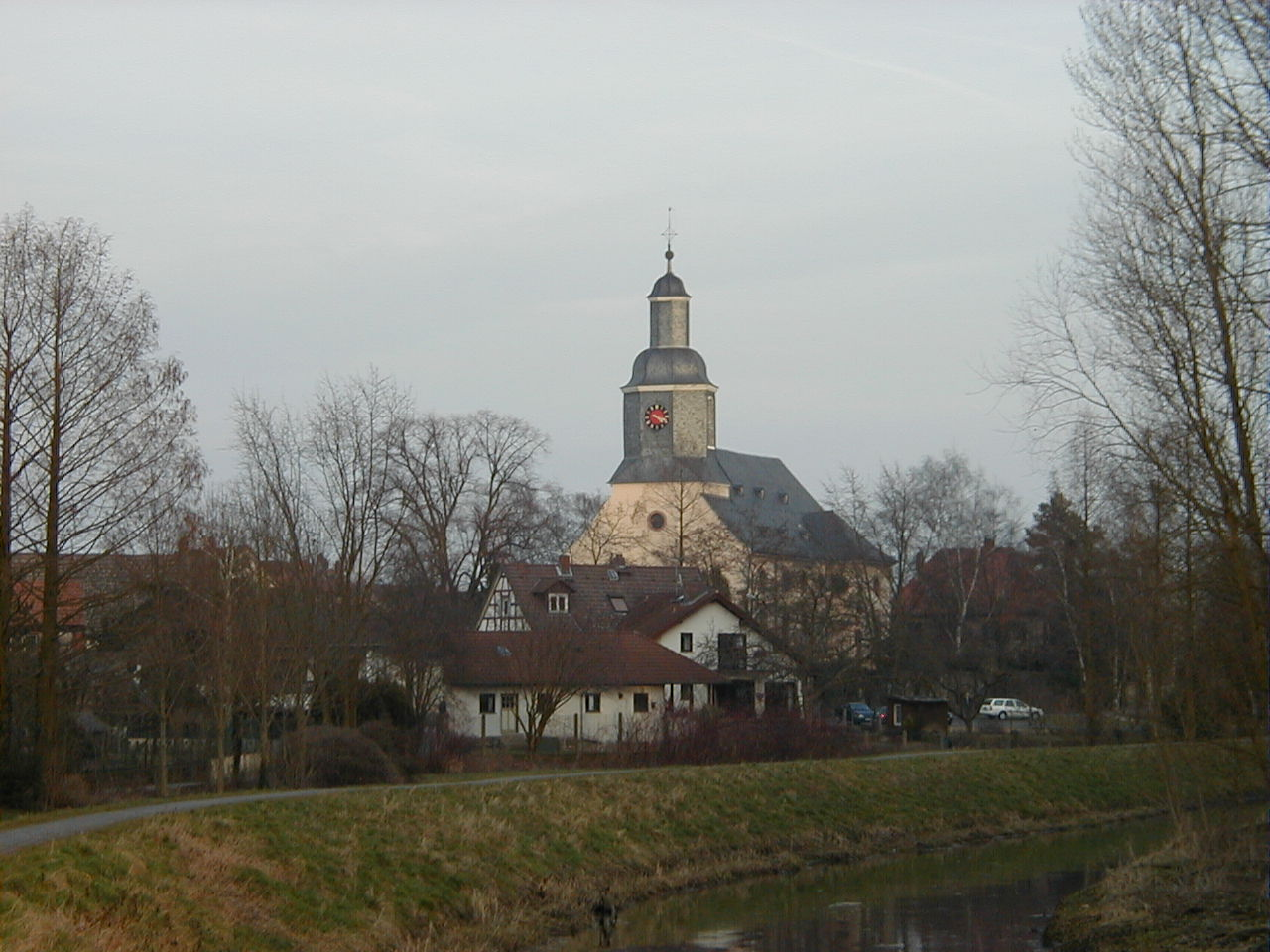
ラウレンティウス教会

### 見所
- プロテスタントのラウレンティウス教会は、おそらく王宮礼拝堂を起源としている。この教会の現存する最も古い箇所は、11世紀初頭のものである。従ってこの教会は、オットー朝時代から現存する数少ない建築遺構の一つである。
- トレーブールには鏡面の直径が 1.2 m の一般に利用が公開されている中ではヨーロッパ最大級の望遠鏡 T1T がある。T1Tは、トレーブール天文協会のミヒャエル・アードリアーン天文台が運営している。
- リュッセルスハイム方面へ向かう北の出口にあたる環状道路の周りに惑星の径がある[16]。
- ドイツ木組みの家街道のヘッセン部分はトレーブールからスタートする。
- コルンザントのツェッペリン記念碑
- アストハイム地区のカトリックの教区教会である聖ペトルス・イン・ケッテン教会は、バロック様式の教区教会で、1651年に建設された。特にバロック様式の主祭壇、注目すべき天井画、ドライマン＝オルガン、後期ゴシック様式のトゥールーズの聖マルティンの塑像は見応えがある。バロック様式の鎖に繋がれた聖ペトルスの小像、3人の聖人の祠、聖人像、十字架の径は、かつてプロテスタント信仰のヘッセンに囲まれたカトリック信仰のマインツ選帝侯領であったアストハイムを象徴するものである。
- ナウハイマー通り 14番地の郷土博物館では、郷土と歴史をテーマに入れ替え展示がなされている。

- 惑星の径（太陽の説明板）
- ガインスハイムの旧町役場（木組み建築）
- 聖ペトルス・イン・ケッテン教会の主祭壇
- 聖ペトルス・イン・ケッテン教会のドライマン＝オルガン

### その他の建築
コルンザントとガンスハイムとを結ぶ道路近く（北緯49度52分11.4秒 東経08度23分0.6秒 / 北緯49.869833度 東経8.383500度）に南西ドイツ放送の超短波送信所がある。高さ 130 m の三角形の断面を持つスチール製のマストがアンテナ塔として建っている。この送信塔は、元々は1964年にメスキルヒ＝ロールドルフのボーデン湖送信所の4本マストのビームアンテナ用に建設されたものである。1970年代に解体され、1981年にトレーブールに移設された。

### 年中行事
トレーブールの主な年中行事を以下に記す。

#### 謝肉祭
- 謝肉祭の日曜日にアストハイムでカーニバルのパレードが行われる。パレードの他にも謝肉祭関連行事がいくつか行われる。

#### 夏
- トレーブールでは、1993年からフリッツ＝ベッカー屋外プール近くの広場で「トレーブール・オープン・エアー」フェスティバルが開催され、毎年約 30 組のバンドが演奏する。このフェスティバルは、町の青少年育成会がトレーブール文化協会 e.V. と共同で運営している。フェスティバルは非営利イベントとして開催されており、運営業務は 100人を超える無給のボランティアによって行われる。
- 「ラウレンティウスの日」の後の日曜日にトレーブールではケルプ（教会開基祭）が開催される。「ラウレンティウスの日」とは、聖ラウレンティウスの命日である。何日間にも及ぶ（金曜日から火曜日まで）ケルプは、その後の週末に行われるナッハケルプ（後夜祭）で完了する。

#### 秋
- トレーブール産業協会は、2000年から毎年9月末に「シュパス・ウフ・デ・ガス」のモットーを掲げ、モードショー、ダンスパーティー、特別に店が開いている日曜日など多彩なプログラムを持つ大規模なストリートフェストを開催している。

#### 冬
- トレーブールでは、12月中頃に博物館の庭でクリスマスマーケットが開催される。

### その他
トレーブールの天文台は、2002年に小惑星を発見した。142408 の番号が与えられたこの小惑星には「トレーブール」という名前が付けられた。

## 引用
1. ↑  Hessisches Statistisches Landesamt: Bevölkerung in Hessen am 31.12.2023 (Landkreise, kreisfreie Städte und Gemeinden, Einwohnerzahlen auf Grundlage des Zensus 2011)]
2. 1 2 3 4  Historisches Ortslexikon - Trebur, Landesgeschichtliches Informationssystem (LAGIS) Hessen（2013年4月28日 閲覧）
3. 1 2 3  Heschichtlicher Überblick I トレーブール市のウェブサイト（2013年4月28日 閲覧）
4. ↑  “Kommunalwahlen 1972; Maßgebliche Einwohnerzahlen der Gemeinden vom 4. August 1972” (PDF), Staatsanzeiger für das Land Hessen (Der Hessische Minister des Inneren) (33):  p. 1424, (1972)
5. ↑  “Kommunalwahlen 1977; Maßgebliche Einwohnerzahlen der Gemeinden vom 15. Dezember 1976” (PDF), Staatsanzeiger für das Land Hessen (Der Hessische Minister des Inneren) (52):  p. 2283, (1976)
6. ↑  “Kommunalwahlen 1985; Maßgebliche Einwohnerzahlen der Gemeinden vom 30. Oktober 1984” (PDF), Staatsanzeiger für das Land Hessen (Der Hessische Minister des Inneren) (46):  p. 2175, (1984)
7. ↑  “Kommunalwahlen 1993; Maßgebliche Einwohnerzahlen der Gemeinden vom 21. Oktober 1992” (PDF), Staatsanzeiger für das Land Hessen (Der Hessische Minister des Inneren) (44):  p. 2766, (1992)
8. ↑  “Eckwerte der regionalen Bevölkerungsentwicklung im Überblick” (PDF), Gemeindedatenblatt: Ginsheim-Gustavsburg (HA Hessen Agentur GmbH) 2021年8月10日閲覧。
9. ↑  “Die Bevölkerung der hessischen Gemeinden (30.06.2005)”. 2006年2月9日時点のオリジナルよりアーカイブ。2021年8月10日閲覧。
10. ↑  “Bevölkerung der hessischen Gemeinden (30.06.2010)”. 2010年11月23日時点のオリジナルよりアーカイブ。2021年8月10日閲覧。
11. ↑  “Ergebnisse des Zensus 2011”. 2021年8月10日閲覧。
12. ↑  “Bevölkerung der hessischen Gemeinden (30.06.2015)”. 2016年1月29日時点のオリジナルよりアーカイブ。2021年8月10日閲覧。
13. ↑  “Jochen Engel wird Bürgermeister von Trebur”. hessenschau.de. (2019年1月27日) 2019年9月1日閲覧。
14. ↑  2011年3月27日の町議会議員選挙結果、ヘッセン州統計局（2013年4月28日 閲覧）
15. ↑  Rheinauen、トレーブールのウェブサイト（2013年4月28日 閲覧）
16. ↑  Planetenweg Trebur、トレーブールのウェブサイト（2013年4月28日 閲覧）